# Палласово железо
Па́лласово желе́зо (по каталогу РАН: Pallas Iron или Krasnojarsk) — название первого из найденных железо-каменных метеоритов. Глыба весом почти 700 килограмм (42 пуда) была найдена в 1749 году в 200 км к юго-западу от города Красноярска. Это — первый метеорит, обнаруженный в России.

## Термин

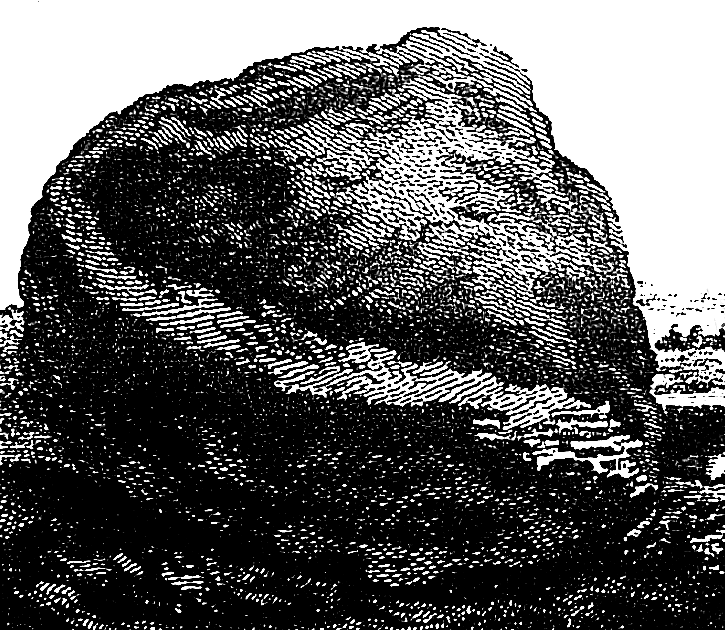
Первый рисунок метеорита, 1788

Метеорит был назван «Палласово железо» (нем. Pallas-Eisen) Э. Хладни (1756—1827), в честь академика П. С. Палласа, который описал его в 1773 году как «самородное железо».
Э. Хладни впервые научно обосновал идею о внеземном происхождении Палласова железа в книге 1794 года: «О происхождении найденной и других подобных ей железных масс и о некоторых связанных с этим явлениях природы». Эта работа легла в основу развившейся впоследствии науки — метеоритики, а железо-каменные метеориты такого класса стали называть палласитами.
- Официальное международное название метеорита (по названию города Красноярска) — Krasnojarsk.

Синонимы:
- Палласово железо — англ. Pallas iron или англ. Pallace iron
- Красноярск (от города) — англ. Krasnoiarsk или англ. Krasnojarsk
- Малый Алтай (от гор) — англ. Malyi Alai или англ. Malyi Alaj
- Медведева (от деревни) — англ. Medwedeva или нем. Medwedewa
- Эмир (от горы) — англ. Emir Mount или нем. Breg Emir
- Кемиз (от горы) — англ. Kemis Mount или англ.  Kemiz

## История

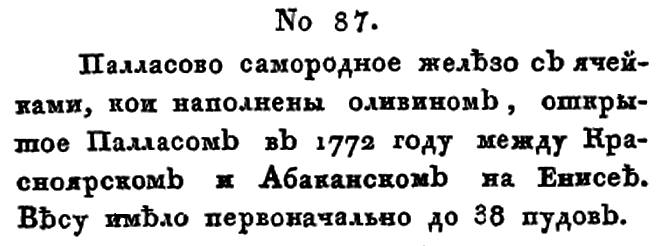
Описание метеорита В. М. Севергиным, 1821

Метеорит был найден в 1749 году местным кузнецом Яковом Медведевым и сообщившим о находке горным мастером И. К. Меттихом около деревни Медведево (нынешняя территория Комского сельсовета Новосёловского района Красноярского края).
В 1772 году необычную глыбу показали академику П. С. Палласу, который в то время был в тех краях с экспедицией. По его указанию основная масса глыбы, весом около 40 пудов, была отправлена в 1773 году в Санкт-Петербург, а в 1777 году — доставлена в Кунсткамеру.
Первоначально глыба, как тогда считали, «самородного железа», весила 687 кг, позднее она была распилена и разбита на части. Наибольший кусок массой 514,557 кг находится в метеоритной коллекции Минералогического музея РАН в Москве.

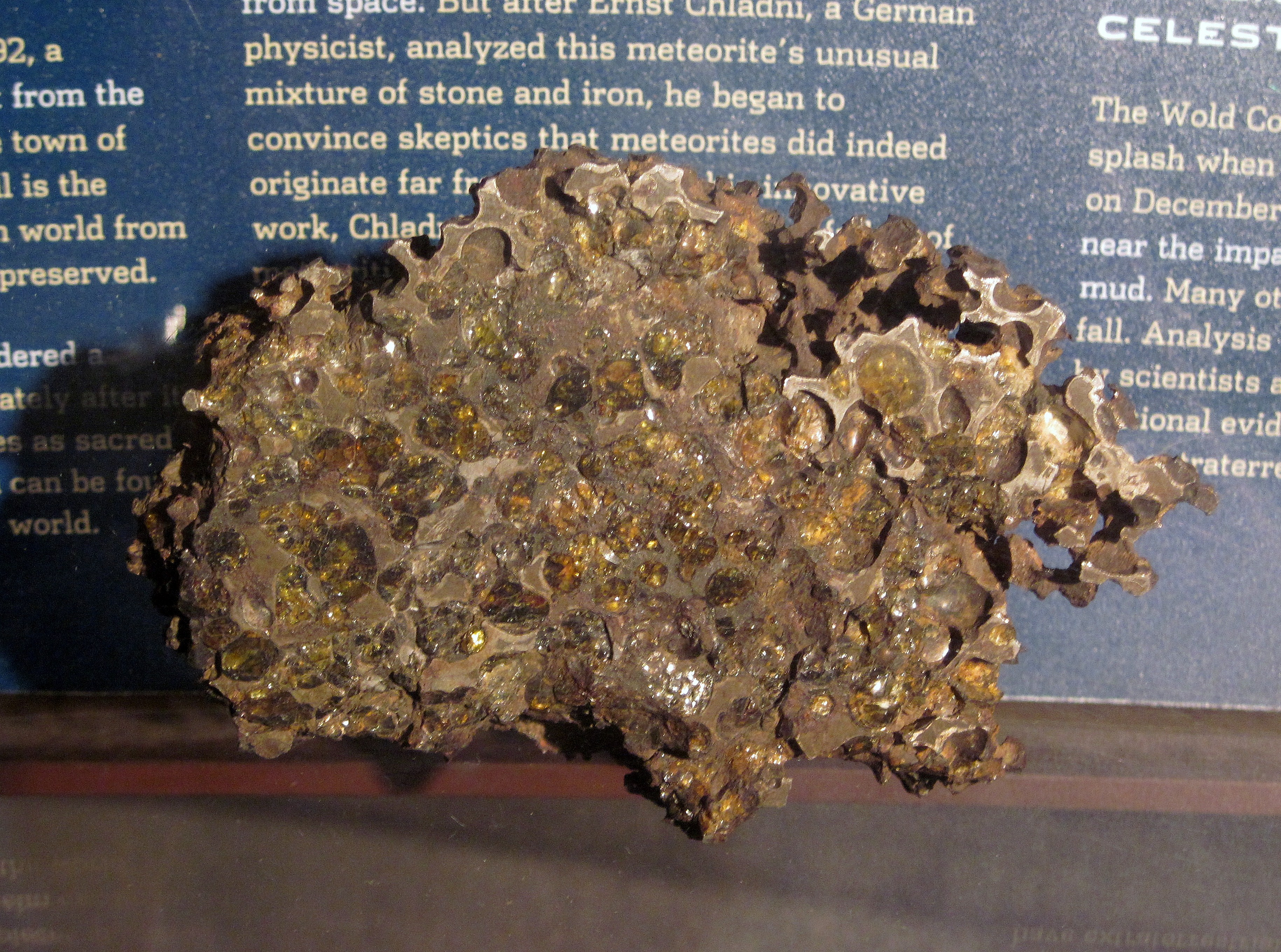
Часть метеорита, Американский музей естественной истории

Исходное место находки метеорита было определено в 1976—1979 годах экспедициями под руководством А. И. Еремеевой. Было установлено его нахождение в 4,5 км юго-юго-восточнее горы Большой Имир на сопке Поперечная (Метеоритная) на южном (правом) берегу Красноярского водохранилища, координаты 54,9° с. ш. и 91,8° в. д..
- Координаты места установки памятного знака «Место падения метеорита Палласово железо» 54°58′20″ с. ш. 91°45′54″ в. д.HGЯO.

В настоящее время более 515 кг метеорита находятся в Метеоритной коллекции РАН в Москве, 4 кг в Музее естественной истории в Вене; 2,6 кг в Университете Копенгагена, 2 кг в Берлине и в других местах.

## Классификация
Метеорит «Палласово железо» относится к:
- тип — железо-каменные метеориты;
- класс — палласит.

## Состав
В состав метеорита входят: железо (основная масса), никель (примесь) и оливин.